# Zihni Gjinali
Zihni Jusuf Gjinali (ur. 5 maja 1926 w Tiranie, zm. 19 lipca 2005 tamże) – albański piłkarz występujący na pozycji napastnika, reprezentant Albanii w latach 1948–1952, trener piłkarski.

## Kariera klubowa
Grę w piłkę nożną na poziomie seniorskim rozpoczął w sezonie 1946 w KS Besa. Był on jednocześnie działaczem oraz jednym ze sponsorów klubu, dążących do reaktywacji KS Besa po II wojnie światowej.
W 1947 roku został zawodnikiem Partizani Tirana. W barwach tego zespołu wywalczył trzykrotnie mistrzostwo Albanii w sezonach 1947, 1948 oraz 1949, a także dwa razy wygrał Puchar Albanii. W sezonie 1948 z 11 bramkami został królem strzelców tamtejszej ekstraklasy.
W 1950 roku albańskie Ministerstwo Spraw Wewnętrznych pod wodzą Mehmeta Shehu – wzorem innych krajów komunistycznych – poleciło utworzenie klubu piłkarskiego pod nazwą Dinamo Tirana, nad którym objęło patronat. Gjinali otrzymał rozkaz gry w drużynie i został mianowany jej kapitanem. Z powodu rezygnacji Ludovika Jakovy, dwa miesiące po tym otrzymał także funkcję grającego szkoleniowca.
W latach 1950–1955 wywalczył z tym zespołem 6 tytułów mistrzowskich oraz pięciokrotnie zdobył krajowy puchar. Okres ten uznawany jest za najlepszy w historii Dinama Tirana. Po sezonie 1955 Gjinali zakończył karierę zawodniczą, pozostając dalej trenerem klubu.

## Kariera reprezentacyjna
23 maja 1948 Gjinali zadebiutował w reprezentacji Albanii w zremisowanym 0:0 spotkaniu z Bułgarią w ramach turnieju Balkan Cup 1948. 6 listopada 1949 zdobył pierwszą bramkę w drużynie narodowej w towarzyskim meczu z Polską w Warszawie (1:2). Łącznie w latach 1948–1952 rozegrał w reprezentacji 12 spotkań i strzelił 3 gole.

### Bramki w reprezentacji
| Lp. | Data              | Miejsce                                 | Przeciwnik     | Bramka | Rezultat | Ranga meczu     |
| --- | ----------------- | --------------------------------------- | -------------- | ------ | -------- | --------------- |
| 1.  | 6 listopada 1949  | Stadion Wojska Polskiego, Warszawa      | Polska         | 1:1    | 1:2      | Mecz towarzyski |
| 2.  | 29 listopada 1952 | Stadiumi Kombëtar „Qemal Stafa”, Tirana | Czechosłowacja | 1:0    | 3:2      | Mecz towarzyski |
| 3.  | 7 grudnia 1952    | Stadiumi Kombëtar „Qemal Stafa”, Tirana | Czechosłowacja | 1:0    | 2:1      | Mecz towarzyski |

## Kariera trenerska
W 1950 roku Gjinali objął posadę grającego trenera Dinama Tirana. W latach 1950–1958 zdobył z tym klubem 6 tytułów mistrza Albanii, a także 5 krajowych pucharów. Dzięki łącznie 11 trofeom wygranych z tym zespołem był on w latach 1951–2022 najbardziej utytułowanym trenerem w lidze albańskiej, kiedy to został wyprzedzony przez Mirela Josę.
W trakcie pracy w Dinamo Gjinali skonfliktował się z komunistycznym politykiem Feçorem Shehu, który ingerował w jego kompetencje. Groziło mu aresztowanie, jednak w jego obronie stanęli prominentni członkowie PPSh, w tym Kadri Hazbiu.
W latach 60. Gjinali prowadził KS Besa. Następnie trenował Apolonię Fier (1971–1973 i 1977–1978) i KS Traktori Lushnja (1974–1976). Jego ostatnim klubem była KS Besa, którą prowadził przez krótki okres w 1994 roku.

## Życie prywatne
Urodził się w 1926 roku w Tiranie w zamożnej i wpływowej rodzinie. Uczęszczał do Liceut të Tiranës, kształcił się także we Florencji we Włoszech. Zmarł w 2005 roku w Tiranie i został pochowany na tamtejszym cmentarzu Varrezat e Sharrës.

## Sukcesy

### Zespołowe
Partizani Tirana
- mistrzostwo Albanii: 1947, 1948, 1949
- Puchar Albanii: 1948, 1949

Dinamo Tirana
- mistrzostwo Albanii: 1950, 1951, 1952, 1953, 1955, 1956
- Puchar Albanii: 1950, 1951, 1952, 1953, 1954

### Indywidualne
- król strzelców Kategoria e Parë: 1948 (11 goli)

### Jako trener
Dinamo Tirana
- mistrzostwo Albanii: 1950, 1951, 1952, 1953, 1955, 1956
- Puchar Albanii: 1950, 1951, 1952, 1953, 1954